# Crystal Skate of Romania
Crystal Skate of Romania é uma competição internacional de patinação artística no gelo de níveis sênior, júnior e noviço, sediado na Romênia. São disputados as provas individuais masculino e feminino.

## Edições
| 1999 | 1.ª                  | Bucareste            | •                    | •                    | –                    | –                    | –                    | –                    | –                    | [ 1 ]                |                      |                      |                      |                      |
| 2000 | 2.ª                  | Bucareste            | •                    | •                    | –                    | –                    | –                    | –                    | –                    | [ 2 ]                |                      |                      |                      |                      |
| 2001 | 3.ª                  | Bucareste            | •                    | •                    | –                    | –                    | –                    | –                    | –                    | [ 3 ]                |                      |                      |                      |                      |
| 2002 | 4.ª                  | Miercurea Ciuc       | •                    | •                    | –                    | –                    | –                    | –                    | –                    | [ 4 ]                |                      |                      |                      |                      |
| 2003 | 5.ª                  | Miercurea Ciuc       | •                    | •                    | –                    | –                    | –                    | –                    | –                    | [ 5 ]                |                      |                      |                      |                      |
| 2004 | 6.ª                  | Bucareste            | •                    | •                    | –                    | –                    | –                    | –                    | –                    | [ 6 ]                |                      |                      |                      |                      |
| 2005 | 7.ª                  | Bucareste            | •                    | •                    | –                    | –                    | –                    | –                    | –                    | [ 7 ]                |                      |                      |                      |                      |
| 2006 | Não houve competição | Não houve competição | Não houve competição | Não houve competição | Não houve competição | Não houve competição | Não houve competição | Não houve competição | Não houve competição | Não houve competição | Não houve competição | Não houve competição | Não houve competição | Não houve competição |
| 2007 | 8.ª                  | Galaţi               | •                    | •                    | –                    | –                    | –                    | –                    | –                    | [ 8 ]                |                      |                      |                      |                      |
| 2008 | 9.ª                  | Galaţi               | •                    | •                    | –                    | –                    | –                    | –                    | –                    | [ 9 ]                |                      |                      |                      |                      |
| 2009 | 10.ª                 | Galaţi               | •                    | •                    | –                    | –                    | –                    | –                    | –                    | [ 10 ]               |                      |                      |                      |                      |
| 2010 | 11.ª                 | Brașov               | •                    | •                    | –                    | –                    | –                    | –                    | –                    | [ 11 ]               |                      |                      |                      |                      |
| 2011 | 12.ª                 | Brașov               | •                    | •                    | –                    | •                    | •                    | –                    | –                    | [ 12 ]               |                      |                      |                      |                      |
| 2012 | 13.ª                 | Brașov               | •                    | •                    | •                    | •                    | •                    | –                    | –                    | [ 13 ]               |                      |                      |                      |                      |
| 2013 | 14.ª                 | Brașov               | •                    | •                    | –                    | •                    | •                    | –                    | –                    | [ 14 ]               |                      |                      |                      |                      |
| 2014 | 15.ª                 | Brașov               | –                    | •                    | –                    | •                    | •                    | –                    | –                    | [ 15 ]               |                      |                      |                      |                      |
| 2015 | 16.ª                 | Brașov               | •                    | •                    | –                    | •                    | •                    | –                    | –                    | [ 16 ]               |                      |                      |                      |                      |
| 2016 | 17.ª                 | Miercurea Ciuc       | •                    | •                    | –                    | •                    | •                    | –                    | •                    | [ 17 ]               |                      |                      |                      |                      |
| 2017 | 18.ª                 | Bucareste            | •                    | •                    | –                    | •                    | •                    | •                    | •                    | [ 18 ]               |                      |                      |                      |                      |

## Lista de medalhistas

### Sênior

#### Individual masculino
| Evento                         | Ouro                                        | Prata                                       | Bronze                                      |
| Bucareste 1999 (detalhes)      | Alexei Kozlov · Estônia                     | Gheorghe Chiper · Romênia                   | Cornel Gheorghe · Romênia                   |
| Bucareste 2000 (detalhes)      | Gheorghe Chiper · Romênia                   | Hristo Turlakov · Bulgária                  | Balint Miklos · Romênia                     |
| Bucareste 2001 (detalhes)      | Gheorghe Chiper · Romênia                   | Thierry Cerez · França                      | Alexander Smokvin · Ucrânia                 |
| Miercurea Ciuc 2002 (detalhes) | Gheorghe Chiper · Romênia                   | Zoltán Tóth · Hungria                       | Patrick Meier · Suíça                       |
| Miercurea Ciuc 2003 (detalhes) | Anton Kovalevski · Ucrânia                  | Zoltán Tóth · Hungria                       | Mikko Minkkinen · Finlândia                 |
| Bucareste 2004 (detalhes)      | Gheorghe Chiper · Romênia                   | Anton Kovalevski · Ucrânia                  |                                             |
| Bucareste 2005 (detalhes)      | Gheorghe Chiper · Romênia                   | Alexander Shubin · Rússia                   | Samuel Contesti · França                    |
| 2006                           | Não houve competição                        | Não houve competição                        | Não houve competição                        |
| Galaţi 2007 (detalhes)         | Yoann Deslot · França                       | Mark Vaillant · França                      | Alexei Bychenko · Ucrânia                   |
| Galaţi 2008 (detalhes)         | Przemysław Domański · Polônia               | Alexei Bychenko · Ucrânia                   | Mark Vaillant · França                      |
| Galaţi 2009 (detalhes)         | Kristoffer Berntsson · Suécia               | Adrian Schultheiss · Suécia                 | Chafik Besseghier · França                  |
| Braşov 2010 (detalhes)         | Chafik Besseghier · França                  | Zoltán Kelemen · Romênia                    | Mikael Redin · Suíça                        |
| Braşov 2011 (detalhes)         | Chafik Besseghier · França                  | Jorik Hendrickx · Bélgica                   | Zoltán Kelemen · Romênia                    |
| Braşov 2012 (detalhes)         | Michael Christian Martinez · Filipinas      | Zoltán Kelemen · Romênia                    | Paolo Bacchini · Itália                     |
| Braşov 2013 (detalhes)         | Zoltán Kelemen · Romênia                    | Abzal Rakimgaliev · Cazaquistão             | Maurizio Zandron · Itália                   |
| 2014                           | Não houve a disputa do individual masculino | Não houve a disputa do individual masculino | Não houve a disputa do individual masculino |
| Braşov 2015 (detalhes)         | Tomi Pulkinen · Finlândia                   | Dorjan Kecskes · Romênia                    | nenhum outro competidor                     |
| Miercurea Ciuc 2016 (detalhes) | Dorjan Kecskes · Romênia                    | nenhum outro competidor                     | nenhum outro competidor                     |
| Bucareste 2017 (detalhes)      | Philip Warren · França                      | Dorjan Kecskes · Romênia                    | nenhum outro competidor                     |

#### Individual feminino
| Evento                         | Ouro                          | Prata                         | Bronze                           |
| Bucareste 1999 (detalhes)      | Roxana Luca · Romênia         | Martine Adank · Suíça         | Marion Krijgsman · Países Baixos |
| Bucareste 2000 (detalhes)      | Roxana Luca · Romênia         | Claudia di Constanzo · Itália | Simona Punga · Romênia           |
| Bucareste 2001 (detalhes)      | Roxana Luca · Romênia         | Lea Norma Bottaccini · Itália | Olga Orlova · Ucrânia            |
| Miercurea Ciuc 2002 (detalhes) | Miia Marttinen · Finlândia    | Vanessa Giunchi · Itália      | Viktória Pavuk · Hungria         |
| Miercurea Ciuc 2003 (detalhes) | Viktória Pavuk · Hungria      | Tytti Tervonen · Finlândia    | Simona Punga · Romênia           |
| Bucareste 2004 (detalhes)      | Galina Efremenko · Ucrânia    | Roxana Luca · Romênia         |                                  |
| Bucareste 2005 (detalhes)      | Galina Efremenko · Ucrânia    | Nadège Bobillier · França     | Sonia Radeva · Bulgária          |
| 2006                           | Não houve competição          | Não houve competição          | Não houve competição             |
| Galaţi 2007 (detalhes)         | Chloé Depouilly · França      | Sonia Radeva · Bulgária       | Roxana Luca · Romênia            |
| Galaţi 2008 (detalhes)         | Stefania Berton · Itália      | Irina Movchan · Ucrânia       | Viktória Pavuk · Hungria         |
| Galaţi 2009 (detalhes)         | Júlia Sebestyén · Hungria     | Kerstin Frank · Áustria       | Shoko Ishikawa · Japão           |
| Braşov 2010 (detalhes)         | Anne Line Gjersem · Noruega   | Sila Saygi · Turquia          | Kerstin Frank · Áustria          |
| Braşov 2011 (detalhes)         | Jelena Glebova · Estônia      | Gerli Liinamäe · Estônia      | Kana Muramoto · Japão            |
| Braşov 2012 (detalhes)         | Roberta Rodeghiero · Itália   | Anine Rabe · Noruega          | Sabina Măriuţă · Romênia         |
| Braşov 2013 (detalhes)         | Laurine Lecavelier · França   | Francesca Rio · Itália        | Anine Rabe · Noruega             |
| Braşov 2014 (detalhes)         | Julia Sauter · Romênia        | Carol Bressanutti · Itália    | Kwak Min-jeong · Coreia do Sul   |
| Braşov 2015 (detalhes)         | Kim Tae-kyung · Coreia do Sul | Frances Howell · Reino Unido  | Michelle Callison · Reino Unido  |
| Miercurea Ciuc 2016 (detalhes) | Julia Sauter · Romênia        | nenhuma outra competidora     | nenhuma outra competidora        |
| Bucareste 2017 (detalhes)      | Elżbieta Gabryszak · Polônia  | Salliana Ozturk · Finlândia   | Karolina Luhtonen · Finlândia    |

#### Dança no gelo
| Evento                 | Ouro                                       | Prata                                            | Bronze                                |
| Braşov 2012 (detalhes) | Elena Ilinykh · Nikita Katsalapov · Rússia | Ekaterina Pushkash · Jonathan Guerreiro · Rússia | Zsuzsanna Nagy · Mate Fejes · Hungria |
| 2013–2017              | Não houve a disputa da dança no gelo       | Não houve a disputa da dança no gelo             | Não houve a disputa da dança no gelo  |

### Júnior

#### Individual masculino júnior
| Evento                         | Ouro                         | Prata                             | Bronze                       |
| Braşov 2012 (detalhes)         | Osman Akgun · Turquia        | Nicola Todeschini · Suíça         | Sondre Oddvoll Boe · Noruega |
| Braşov 2013 (detalhes)         | Sondre Oddvoll Boe · Noruega | Genki Suzuki · Alemanha           | Giorgio Settembrini · Itália |
| Braşov 2014 (detalhes)         | Slavik Hayrapetyan · Armênia | Carlo Vittorio Palermo · Itália   | Alessandro Fadini · Itália   |
| Braşov 2015 (detalhes)         | Mikhail Medunitsa · Ucrânia  | Olexander Khilinichenko · Ucrânia | Ruaridh Fisher · Reino Unido |
| Miercurea Ciuc 2016 (detalhes) | Ruaridh Fisher · Reino Unido | nenhum outro competidor           | nenhum outro competidor      |
| Bucareste 2017 (detalhes)      | Nicolaj Memola · Itália      | nenhum outro competidor           | nenhum outro competidor      |

#### Individual feminino júnior
| Evento                         | Ouro                             | Prata                        | Bronze                           |
| Braşov 2012 (detalhes)         | Amani Fancy · Reino Unido        | Guia Tagliapietra · Itália   | Laure Nicodet · Suíça            |
| Braşov 2013 (detalhes)         | Nicole Schott · Alemanha         | Chiara Calderone · Itália    | Vilma Lehtinen · Finlândia       |
| Braşov 2014 (detalhes)         | Daisy Vreenegoor · Países Baixos | Regina Glazman · Cazaquistão | Lena Slagter · Países Baixos     |
| Braşov 2015 (detalhes)         | Julia Sauter · Romênia           | Suzi Murray · Reino Unido    | Yancey Chan · Austrália          |
| Miercurea Ciuc 2016 (detalhes) | Morgan Swales · Reino Unido      | Zselyke Kenez · Romênia      | Cristina Mihaela Silca · Romênia |
| Bucareste 2017 (detalhes)      | Anna Memola · Itália             | Ana Sofia Beschea · Romênia  | Emma Kivioja · Suécia            |

### Noviço avançado

#### Individual masculino noviço avançado
| Evento                    | Ouro                          | Prata                    | Bronze                  |
| Bucareste 2017 (detalhes) | Edvard Ter-Gazarian · Armênia | Ilia Gogitidze · Geórgia | nenhum outro competidor |

#### Individual feminino noviço avançado
| Evento                         | Ouro                               | Prata                       | Bronze                     |
| Miercurea Ciuc 2016 (detalhes) | Andreea Voicu · Romênia            | Ana Sofia Beschea · Romênia | Bristena Prodea · Romênia  |
| Bucareste 2017 (detalhes)      | Ana Dea Gulbiani-Schmidt · Geórgia | Luiza Ilie · Romênia        | Marina Nikolova · Bulgária |